# Chlamydotis undulata

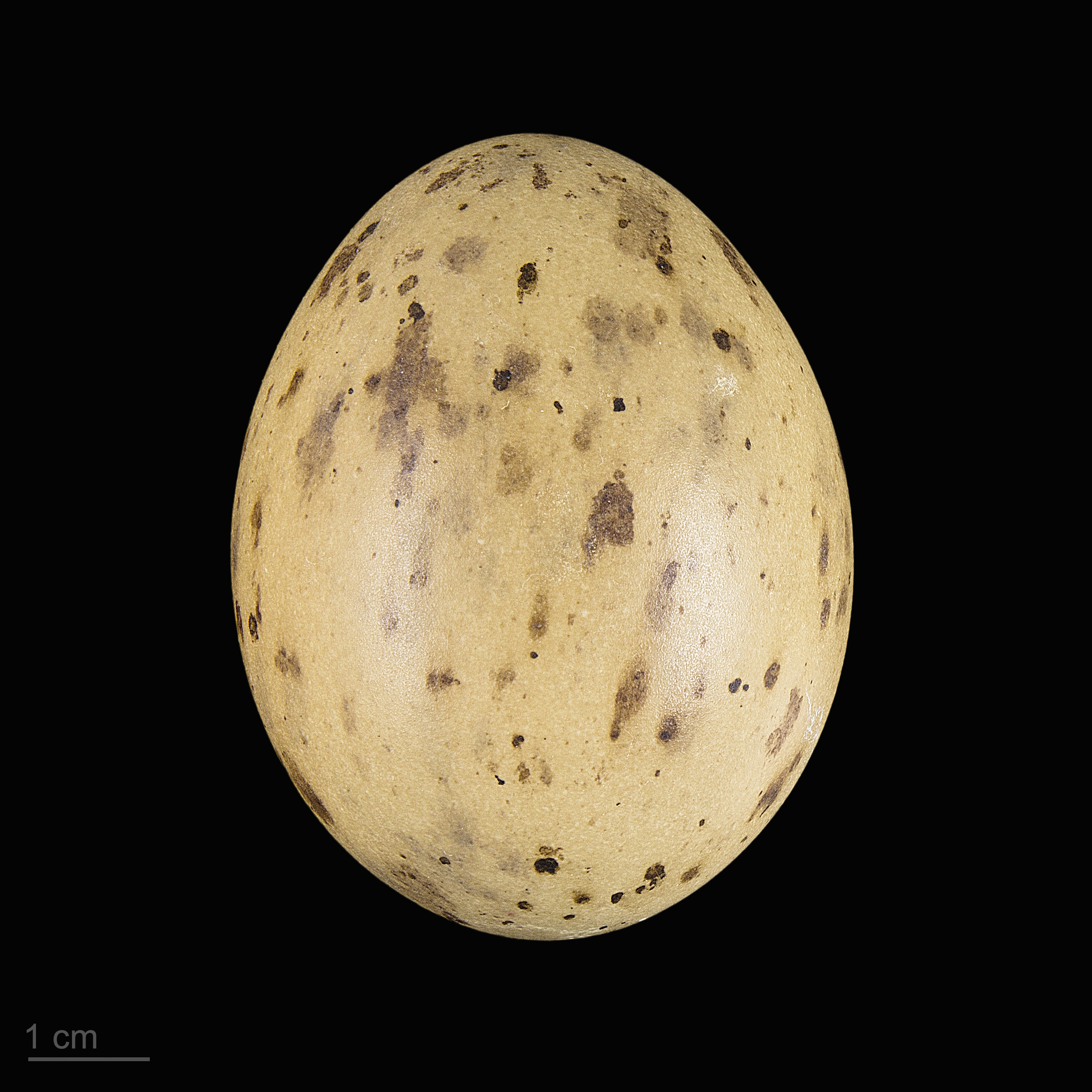
Chlamydotis undulata - MHNT

La hubara o avutarda hubara (Chlamydotis undulata) es una especie de ave otidiforme de la familia Otididae plenamente adaptada a vivir en estepas y desiertos de África. Se encuentran desde las islas Canarias hasta la península del Sinaí.

## Subespecies
Se conocen dos subespecies de Chlamydotis undulata:
- Chlamydotis undulata fuertaventurae - Islas Canarias
- Chlamydotis undulata undulata - norte de África (de Marruecos al oeste del valle del Nilo)

Las subespecies asiáticas son actualmente consideradas como especie aparte, la hubara de Macqueen (Chlamydotis macqueenii).

## La hubara de Canarias
Las hubaras de Canarias solo se encuentran en Lanzarote, La Graciosa y Fuerteventura (donde son conocidas como avutardas) y forman una subespecie aparte, Chlamydotis undulata fuertaventurae, siendo una de las aves de la Unión Europea en mayor peligro de extinción, pues quedan menos de 800 ejemplares.

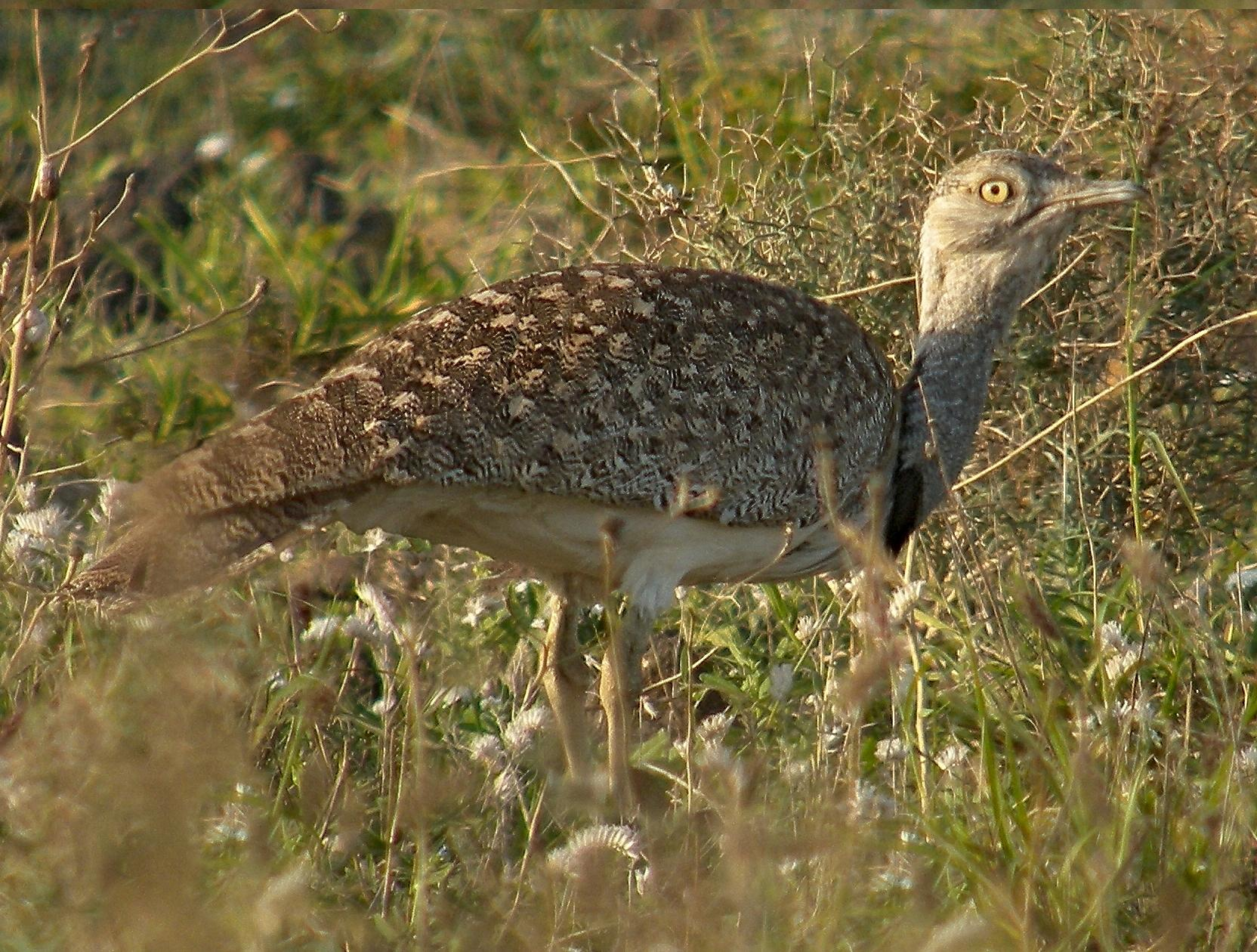
Hubara canaria

Se sabe que en el pasado la hubara también habitó las islas de Tenerife y Gran Canaria, islas en donde posteriormente se extinguió. En España se encuentra catalogada como en peligro de extinción según el último Catálogo Nacional de Especies Amenazadas (CNEA).
La hubara se considera, según una ley del Gobierno de Canarias, el símbolo natural de la isla de Fuerteventura, conjuntamente con el cardón de Jandía.
La población más próxima a la canaria se encuentra en Marruecos, algunos de cuyos ejemplares pueden observarse en el Parque nacional de Souss-Massa.